# Dirceu
Dirceu José Guimarães, meglio noto solo come Dirceu (pronuncia in portoghese 'dʒiʁˈsew'; Curitiba, 15 giugno 1952 – Rio de Janeiro, 15 settembre 1995), è stato un calciatore brasiliano.

## Biografia
Giocatore di talento, è ritenuto tra i giocatori brasiliani più forti e rappresentativi della sua epoca. Esordisce a 16 anni nel Coritiba, poi si trasferisce nel 1971 al Botafogo, nel club in cui trascorre più tempo nei suoi 26 anni di carriera, giocando 4 stagioni per il Fogo. In seguito veste anche le maglie di Fluminense e Vasco da Gama, per poi passare ai messicani dell'America. Dopo il Mondiale 1978 è giudicato dai media come uno dei tre giocatori più forti al mondo, dietro Mario Kempes e Ruud Krol. Nel 1979 si trasferisce a Madrid, sponda Atlético: gioca 82 volte con i Colchoneros realizzando 26 marcature in tre stagioni, prima di arrivare anche in Italia, firmando per l'Hellas Verona all'età di 30 anni.
Nei quattro anni successivi veste le divise di Napoli, Ascoli, Como e Avellino. Quasi dieci anni dopo esser partito, torna in Brasile nel 1987, accasandosi al Vasco da Gama. Nel 1988 tenta l'avventura nell'ASL e nel 1989 fa il suo ritorno in Italia, firmando per l'Ebolitana, club dilettantistico di quarta divisione. Dopo un paio di stagioni si trasferisce al Benevento, giocando la sua quinta stagione in Campania (una a Napoli, una ad Avellino e due ad Eboli), ancora tra i dilettanti. Dopo aver annunciato una prima volta il proprio ritiro, passa in una squadra del campionato turco nella stagione 1993-1994 e nel gennaio 1995 fa ritorno anche in Messico, accordandosi con un club di seconda categoria.
Con la Nazionale verdeoro in tredici anni gioca 44 partite, segna 7 gol, partecipa all'Olimpiade del 1972 e a tre Mondiali (1974, 1978 e 1982). Nel 1986 dovrebbe giocare il suo quarto Mondiale in Messico, eguagliando così Pelé, ma a causa di un infortunio occorsogli a un mese dall'inizio del Mondiale, il CT del Brasile Telê Santana non rischia e sceglie di portare in Messico il giovane Edivaldo.
Ha tentato anche l'esperienza nel calcio a 5, senza troppo successo. Negli ultimi anni si era stabilito a Eboli, dove aveva intrapreso un'attività di noleggio di auto di prestigio per cerimonie e poi ad Ancona dove aveva aperto un pub. Nel 1995, mentre è in compagnia di un amico italiano, ha un incidente d'auto e non sopravvive allo schianto, morendo a Rio de Janeiro all'età di 43 anni. Per commemorarlo, la città di Eboli nel 2001 gli ha intitolato il nuovo stadio comunale da 15.000 posti.
In Brasile era soprannominato la formica (la formiga in portoghese), per via della sua elevata resistenza, dato che durante l'incontro riusciva a coprire ogni zona del centrocampo. Un altro soprannome che aveva ottenuto in patria era la farfalla. In Italia invece venne soprannominato Lo Zingaro per le numerose squadre in cui ha militato nel corso della carriera.
Da piccolo Dirceu era un bravo studente e il padre, che era un operaio che lavorava il cuoio in una conceria, lo aveva incoraggiato a proseguire nel calcio. Quando la madre aprì un bar, Dirceu la aiutò nel lavoro per diversi anni anche dopo l'approdo alle giovanili del Curitiba.

### Vita privata e morte
Sposatosi con Vania nel 1977, ebbe tre figli (uno di nome Dirceu José, nato nel 1978). Al momento della sua morte, la moglie aveva in grembo il suo quarto figlio.
Il 15 settembre 1995, all'età di 43 anni, morì nel quartiere di Barra da Tijuca, nella periferia di Rio de Janeiro, in seguito ad un incidente stradale: Dirceu guidava la sua auto mentre era in compagnia di un amico italiano ed andò fuori strada oltre un cavalcavia nel tentativo di sfuggire a una collisione frontale contro un altro veicolo. L'Ebolitana, squadra nella quale aveva militato negli ultimi anni della sua carriera, ha intitolato il proprio stadio.alla sua memoria.

## Caratteristiche tecniche
Ala o esterno sinistro mancino, era spesso schierato da tornante, giocando con il numero 11. Poteva però anche giocare al centro. Non velocissimo, aveva tuttavia un'ottima resistenza e un buon dribbling, giocatore dalle spiccate doti offensive. In Italia ha giocato anche come regista e nel ruolo di mezzapunta, definito anche come attaccante. Era un ottimo tiratore di calci di punizione, bravo anche nel tiro da fuori, potentissimo e carico di effetto.

## Carriera

### Club

Dirceu al Napoli nell'annata 1983-1984

Inizia a giocare nel Curitiba già dalle giovanili, arrivandoci nel 1965. Due anni più tardi vince il titolo giovanile col Curitiba. Promosso in prima squadra nel 1968, per i primi due anni nel club non gli viene pagato lo stipendio: il Curitiba si giustifica dicendo che non hanno i soldi per pagarlo, il centrocampista però non lo richiede nemmeno, per lui è già un onore giocare per la squadra della sua città. In questa squadra è schierato spesso da ala sinistra, vestendo il numero 11. Nel 1970 è costretto a fare il servizio militare: durante i campionati militari sulla distanza di mille metri, stabilisce un nuovo record. Nel 1971 vince il campionato regionale e si ripete l'anno seguente, conquistando un altro torneo Paranaense. Nel 1973 si trasferisce a Rio de Janeiro, per giocare col Botafogo, un'esperienza che Dirceu non giudica positiva, poiché «per me che venivo da un piccolo centro è stato un trauma. Avevo in squadra grandi campioni come Jairzinho, quanto a prendere l'esempio lasciamo perdere... Bevevano, fumavano, si divertivano, dormivano poco, non lui in particolare, ma tutti gli altri e io sì, li prendevo come esempio, ma ripetendomi sempre che non sarei diventato come loro. Volevo salvarmi io». Dirceu divide spesso la stanza con Jairzinho, giocatore che gli insegna praticamente a giocare a calcio.

Dirceu in azione all'Ascoli nel campionato 1984-1985

Nel 1976 è tesserato dal Fluminense, dove ritrova i nazionali Rivelino, Edinho e Carlos Alberto: la società vince subito il campionato Carioca. L'anno seguente si trasferisce al Vasco da Gama e tra gli altri, figurano anche Roberto Dinamite e Orlando Peçanha: il Vasco ottiene il successo nel Carioca 1977, vincendo anche l'edizione 1978. Nel 1978 il Vasco da Gama lo cede ai messicani dell'America in cambio di 600.000 dollari, al giocatore ritorna il 15% del prezzo d'acquisto: con questo budget, Dirceu compra il terreno di gioco in cui passava le giornate da giovane e ci costruisce attorno degli edifici, tenendone uno per sé e regalandone altri quattro ai suoi familiari.
Dopo un paio d'anni, nel 1979 tenta l'avventura europea, accasandosi all'Atlético Madrid, club spagnolo con il quale firma un triennale, portandosi appresso anche parte della famiglia. Segna 14 gol in 24 sfide di Liga nella prima stagione e nel suo secondo anno spagnolo firma 8 reti. La sua terza annata invece, è meno fortunata delle precedenti: pur giocando con molta frequenza, è costretto ad operarsi alle tonsille e subisce il suo unico infortunio muscolare in carriera, stirandosi al polpaccio. Alla vigilia del Mondiale rifiuta diverse offerte da vari club e al termine di Spagna '82 è vicino a firmare per la Roma, grazie a un contatto tra lui e il procuratore di Falcão, suo connazionale: la finestra di mercato si chiude e alla fine Dirceu è ingaggiato dal Verona, neopromosso in Serie A.
Arrivato a Verona, non è un acquisto voluto dal tecnico dei gialloblu Osvaldo Bagnoli, che vorrebbe farne a meno, pensando anche alle dimissioni, ma anche per via dei migliaia di nuovi abbonamenti ottenuti grazie all'arrivo del brasiliano, fortemente sostenuto dai tifosi del Verona, il tecnico lo tiene, restando sulla panchina veneta e pur dovendo rinunciare a Francesco Guidolin, capitano, pupillo dell'allenatore e protagonista della promozione dalla B alla A: nonostante un'ottima stagione e il successo riscosso tra i sostenitori dell'Hellas, dopo 29 presenze 2 gol e l'aver contribuito alla qualificazione del club in Coppa UEFA, Bagnoli decide di metterlo in vendita l'anno seguente. In Italia riesce a trovare un procuratore, Antonio Caliendo.

Dirceu (a destra) capitano del Como nella stagione 1985-1986, in contrasto sullo juventino Platini.

È acquistato dal Napoli, firmando un contratto triennale per un totale di 450.000 dollari ed è subito accolto calorosamente dai sostenitori partenopei, ma in questo trasferimento c'è una controversia con il Verona, che alla fine ha la meglio sui campani e ottiene 375 milioni di lire di risarcimento. A Napoli gioca 30 incontri e realizza 5 reti in campionato, mentre il club riesce ad ottenere la salvezza a due giornate dal termine del campionato. Con l'arrivo degli argentini Daniel Bertoni e Diego Armando Maradona, per via della regola del numero massimo di due stranieri in campo per ogni club italiano, Dirceu è costretto controvoglia a lasciare Napoli: il club gli dà un indennizzo pari a circa 500 milioni di lire ($ 462.000). Passa quindi all'Ascoli durante il mercato autunnale di riparazione, ma gioca una sola stagione a causa dei litigi col presidente Costantino Rozzi e al termine del campionato i marchigiani retrocedono in Serie B.
In seguito firma un biennale con il Como, venendo subito ben accolto dai tifosi del club lombardo, essendo ritenuto come il giocatore più importante dei comaschi; riesce anche ad ambientarsi subito bene con la nuova squadra, tuttavia si ritrova ad aver contro l'allenatore dei lombardi Rino Marchesi, arrivato a stagione in corso al posto di Roberto Clagluna, in una stagione giudicata positiva per il brasiliano. Il 29 gennaio 1986 contribuisce alla vittoria riportata dal Como sulla Juventus per 1-0. L'anno successivo, nel 1986, è tesserato dall'Avellino: secondo i media gioca il suo miglior anno in Italia e, dopo esser rimasto svincolato al termine della stagione, fino a dicembre si pensa possa rimanere in Italia, dove ha comprato pure casa, mentre invece torna al Vasco da Gama. Resta in patria un solo anno, trasferendosi negli Stati Uniti: gioca per una stagione nei Miami Sharks, squadra militante nell'American Soccer League (ASL), una sorta di seconda divisione nazionale del calcio statunitense a livello dilettantistico.

Dirceu in azione all'Avellino nella stagione 1986-1987

Nell'estate del 1989 decide di tornare in Italia, ad Eboli, andando a rinforzare la squadra locale nel campionato Interregionale: il centrocampista brasiliano gioca per l'Ebolitana per via della conoscenza con il presidente della società, un imprenditore che lo fa abitare in una delle sue ville durante il suo periodo ad Eboli. Veste i colori dell'Ebolitana per un paio d'anni, trasferendosi al Benevento nell'annata 1991-1992, nuovamente nel quarto livello del calcio italiano. Il 25 settembre 1991 si gioca a Napoli sua la partita d'addio al calcio. Dopo aver detto di voler concludere la carriera nel 1992, ritorna al calcio giocato prima nel campionato turco poi con i messicani dell'Atlético Yucatan, esordendo nei primi di gennaio 1995 e chiudendo la carriera in Messico.
Ebbe poi una appendice sportiva dedicata al calcio a cinque, per alcuni anni parallela a quella del calcio a undici: dato che all'epoca non vi erano norme che vietassero il doppio tesseramento, giocò una stagione nel Bologna in serie A e nelle due successive in serie B con la Giampaoli-Gaudianello di Ancona (nella stagione 1993-1994 realizzò 16 reti in 26 partite).

### Nazionale
Nel 1972 lo nota e lo inizia a convocare in Nazionale il CT del Brasile Mário Zagallo, che lo inserisce nella lista dei partecipanti per le Olimpiadi di Monaco di Baviera 1972: Dirceu segna sia contro la Danimarca (3-2 per i danesi) sia contro l'Ungheria (2-2), ma i brasiliani terminano il proprio girone all'ultimo posto, anche dietro all'Iran (sfida persa 1-0), ed escono dal torneo. Zagallo lo porta anche al Mondiale 1974 in Germania Ovest: i verdeoro passano il primo girone, comprendente Scozia, Jugoslavia e Zaire, grazie a due pareggi e il successo per 3-0 sulla Nazionale africana. Il Brasile passa il primo girone al secondo posto grazie alla differenza reti favorevole contro la Scozia, ch'era arrivata a pari punti con i sudamericani. Nella seconda fase a gruppi il Brasile batte la Germania Est (0-1), sconfigge anche i rivali dell'Argentina (1-2), ma contro i Paesi Bassi cede 2-0, dopo aver subito una durissima preparazione e aver fatto diversi test psico-fisici. Il Brasile perde anche la finale per il terzo posto contro la meno quotata Polonia (0-1).
È convocato anche per il Mondiale 1978: data come favorita, la Nazionale brasiliana passa la prima fase a gironi, pareggia con la Svezia, pareggia contro la Spagna e batte 2-1 l'Austria, vincendo il proprio raggruppamento. Nella seconda fase a gironi i verdeoro affrontano Perù (3-0, doppietta di Dirceu), Argentina (0-0) e Polonia (3-1), passando anche il secondo girone dietro l'Argentina a pari punti, ma a causa della differenza reti l'Argentina termina prima e arriva alla finale contro i Paesi Bassi, mentre il Brasile arrivato secondo deve affrontare l'Italia nella finale per il terzo posto, poi vinta 2-1 in rimonta con una rete proprio di Dirceu. Con questi tre gol conclude il campionato del mondo come miglior realizzatore del Brasile assieme Roberto Dinamite, andando anche a ottenere il Pallone di Bronzo come terzo miglior calciatore del torneo. Al termine del Mondiale, è elogiato dalla stampa che lo descrive come uno dei migliori al mondo dietro all'attaccante argentino Kempes e al libero olandese Krol. In seguito però, i media brasiliani scrivono anche che Dirceu ha criticato l'allenatore Cláudio Coutinho, il presidente della federcalcio brasiliana e il giocatore Rivelino, che secondo la stampa nazionale Dirceu avrebbe apostrofato come «ormai così vecchio che per correre deve prendere il tassì». Il centrocampista replica che è tutto falso e i giornalisti brasiliani non lo intervisteranno più.
Al suo terzo Mondiale, quello di Spagna 1982, il tecnico Santana muta il ruolo di Dirceu, schierandolo un po' più come interno di centrocampo. Il centrocampista è schierato titolare contro l'URSS (2-1), ma gioca solo 45' prima di uscire per Paulo Isidoro. Non scende più in campo, restando in panchina nelle successive quattro partite del Mondiale e la Nazionale verdeoro, data anche in questa edizione tra le favorite alla vittoria finale, è eliminata nella seconda fase a gironi dopo la sconfitta patita contro l'Italia (3-2). Secondo lo stesso Dirceu, il Brasile ha perso il Mondiale a causa della troppa pressione per via del fatto che erano dati come Nazionale favorita al successo e anche per la scarsa motivazione. Il centrocampista è convocato in Nazionale fino al 1986, totalizzando più di quaranta presenze e 7 gol con la Nazionale brasiliana. Il CT Telê Santana, che già l'aveva schierato con il contagocce nel campionato mondiale spagnolo, lo vorrebbe convocare per il Mondiale 1986 che si disputa in Messico, ma intorno al 14 maggio 1986 subisce un infortunio ai legamenti del ginocchio destro durante un allenamento con la Nazionale e non riesce più a rientrare in condizione di forma, venendo rimpiazzato da Edivaldo: se avesse giocato il quarto Mondiale, Dirceu avrebbe raggiunto Pelé per quanto riguarda il numero di partecipazioni ai campionati del mondo. Escluso dalla lista dei 22 brasiliani per il Mondiale 1986, la televisione messicana decide di contattare Dirceu, già popolare nel Paese per aver giocato bene con la maglia dell'America, proponendogli di fare il telecronista.

## Statistiche

### Cronologia presenze e reti in nazionale
| Cronologia completa delle presenze e delle reti in nazionale ― Brasile | Cronologia completa delle presenze e delle reti in nazionale ― Brasile | Cronologia completa delle presenze e delle reti in nazionale ― Brasile | Cronologia completa delle presenze e delle reti in nazionale ― Brasile | Cronologia completa delle presenze e delle reti in nazionale ― Brasile | Cronologia completa delle presenze e delle reti in nazionale ― Brasile | Cronologia completa delle presenze e delle reti in nazionale ― Brasile | Cronologia completa delle presenze e delle reti in nazionale ― Brasile |
| Data                                                                   | Città                                                                  | In casa                                                                | Risultato                                                              | Ospiti                                                                 | Competizione                                                           | Reti                                                                   | Note                                                                   |
| ---------------------------------------------------------------------- | ---------------------------------------------------------------------- | ---------------------------------------------------------------------- | ---------------------------------------------------------------------- | ---------------------------------------------------------------------- | ---------------------------------------------------------------------- | ---------------------------------------------------------------------- | ---------------------------------------------------------------------- |
| 13-6-1973                                                              | Vienna                                                                 | Austria                                                                | 1 – 1                                                                  | Brasile                                                                | Amichevole                                                             | -                                                                      | Ingresso                                                               |
| 16-6-1973                                                              | Berlino                                                                | Germania Ovest                                                         | 0 – 1                                                                  | Brasile                                                                | Amichevole                                                             | 1                                                                      |                                                                        |
| 25-6-1973                                                              | Solna                                                                  | Svezia                                                                 | 1 – 0                                                                  | Brasile                                                                | Amichevole                                                             | -                                                                      | Ingresso                                                               |
| 30-6-1973                                                              | Glasgow                                                                | Scozia                                                                 | 0 – 1                                                                  | Brasile                                                                | Amichevole                                                             | -                                                                      |                                                                        |
| 26-6-1974                                                              | Hannover                                                               | Germania Est                                                           | 0 – 1                                                                  | Brasile                                                                | Mondiali 1974 - 2º turno                                               | -                                                                      | 75’                                                                    |
| 30-6-1974                                                              | Hannover                                                               | Argentina                                                              | 1 – 2                                                                  | Brasile                                                                | Mondiali 1974 - 2º turno                                               | -                                                                      |                                                                        |
| 3-7-1974                                                               | Dortmund                                                               | Brasile                                                                | 0 – 2                                                                  | Paesi Bassi                                                            | Mondiali 1974 - 2º turno                                               | -                                                                      |                                                                        |
| 6-7-1974                                                               | Monaco di Baviera                                                      | Brasile                                                                | 0 – 1                                                                  | Polonia                                                                | Mondiali 1974 - Finale 3º posto                                        | -                                                                      |                                                                        |
| 10-7-1977                                                              | Cali                                                                   | Brasile                                                                | 1 – 0                                                                  | Perù                                                                   | Qual. Mondiali 1978                                                    | -                                                                      | 46’                                                                    |
| 14-7-1977                                                              | Cali                                                                   | Brasile                                                                | 8 – 0                                                                  | Bolivia                                                                | Qual. Mondiali 1978                                                    | -                                                                      |                                                                        |
| 1-4-1978                                                               | Parigi                                                                 | Francia                                                                | 1 – 0                                                                  | Brasile                                                                | Amichevole                                                             | -                                                                      |                                                                        |
| 5-4-1978                                                               | Amburgo                                                                | Germania Est                                                           | 1 – 0                                                                  | Brasile                                                                | Amichevole                                                             | -                                                                      |                                                                        |
| 19-4-1978                                                              | Londra                                                                 | Inghilterra                                                            | 1 – 1                                                                  | Brasile                                                                | Amichevole                                                             | -                                                                      |                                                                        |
| 1-5-1978                                                               | Rio de Janeiro                                                         | Brasile                                                                | 3 – 0                                                                  | Perù                                                                   | Amichevole                                                             | -                                                                      | Ingresso                                                               |
| 3-6-1978                                                               | Mar del Plata                                                          | Brasile                                                                | 1 – 1                                                                  | Svezia                                                                 | Mondiali 1978 - 1º turno                                               | -                                                                      | 80’                                                                    |
| 7-6-1978                                                               | Mar del Plata                                                          | Spagna                                                                 | 0 – 0                                                                  | Brasile                                                                | Mondiali 1978 - 1º turno                                               | -                                                                      |                                                                        |
| 11-6-1978                                                              | Mar del Plata                                                          | Brasile                                                                | 1 – 0                                                                  | Austria                                                                | Mondiali 1978 - 1º turno                                               | -                                                                      |                                                                        |
| 14-6-1978                                                              | Mendoza                                                                | Brasile                                                                | 3 – 0                                                                  | Perù                                                                   | Mondiali 1978 - 2º turno                                               | 2                                                                      |                                                                        |
| 18-6-1978                                                              | Rosario                                                                | Argentina                                                              | 0 – 0                                                                  | Brasile                                                                | Mondiali 1978 - 2º turno                                               | -                                                                      |                                                                        |
| 21-6-1978                                                              | Mendoza                                                                | Brasile                                                                | 3 – 1                                                                  | Polonia                                                                | Mondiali 1978 - 2º turno                                               | -                                                                      |                                                                        |
| 24-6-1978                                                              | Buenos Aires                                                           | Brasile                                                                | 2 – 1                                                                  | Italia                                                                 | Mondiali 1978 - Finale 3º posto                                        | 1                                                                      |                                                                        |
| 5-5-1982                                                               | São Luis                                                               | Brasile                                                                | 3 – 1                                                                  | Portogallo                                                             | Amichevole                                                             | -                                                                      | 60’                                                                    |
| 27-5-1982                                                              | Uberlândia                                                             | Brasile                                                                | 7 – 0                                                                  | Irlanda                                                                | Amichevole                                                             | -                                                                      | 80’                                                                    |
| 14-6-1982                                                              | Siviglia                                                               | Brasile                                                                | 2 – 1                                                                  | Unione Sovietica                                                       | Mondiali 1982 - 1º turno                                               | -                                                                      |                                                                        |
| 30-4-1986                                                              | Recife                                                                 | Brasile                                                                | 4 – 2                                                                  | Jugoslavia                                                             | Amichevole                                                             | -                                                                      | 46’                                                                    |
| 7-5-1986                                                               | Curitiba                                                               | Brasile                                                                | 1 – 1                                                                  | Cile                                                                   | Amichevole                                                             | -                                                                      |                                                                        |
| Totale                                                                 |                                                                        | Presenze                                                               | 26                                                                     |                                                                        | Reti                                                                   | 4                                                                      |                                                                        |

## Palmarès

### Calcio

#### Club
- Campionato Paranaense: 2

Coritiba: 1971, 1972
- Campionato Carioca: 3

Fluminense: 1976
Vasco da Gama: 1977, 1988

#### Individuale
- Pallone di bronzo dei mondiali: 1

1978